# Duminică la ora 6
Duminică la ora 6 este un film dramatic psihologic de dragoste românesc din 1966 regizat de Lucian Pintilie. Scenariul este scris de Ion Mihăileanu (Mordechai Buchman) și Pintilie. Rolurile principale au fost interpretate de actorii Irina Petrescu, Dan Nuțu, Graziela Albini, Eugenia Popovici și Constantin Cojocaru.

## Rezumat
Povestea filmului are loc în 1940, în România, și prezintă povestea de dragoste dintre un băiat (Radu - Dan Nuțu) și o fată (Anca - Irina Petrescu), studentă la arhitectură. Aceștia se îndrăgostesc fără a ști cu adevărat identitatea celuilalt, după ce se întâlnesc la un bal popular marcat de violențele unui grup de huligani fasciști. Amândoi duc o luptă pe ascuns împotriva fascismului, având o viață palpitantă, dar periculoasă. Destinele lor se întâlnesc doar o secundă numai pentru a se îndepărta din nou, pentru totdeauna.

## Distribuție
- Irina Petrescu — utecista Anca, studentă la Facultatea de Arhitectură
- Dan Nuțu — utecistul Radu, muncitor
- Graziela Albini — activista comunistă Maria (menționată Grațiela Albini)
- Eugenia Popovici — mama Ancăi
- Dorina Nila-Bentamar — fata de la mare, ilegalistă utecistă
- Eugenia Bosînceanu — mama lui Radu
- Marcel Gîngulescu — Tudor, tatăl Ancăi, profesor de muzică
- Costel Constantinescu — librarul, vânzătorul multiplicatorului
- Constantin Cojocaru — puștiul, ilegalist utecist
- Lidia Gabor
- Șerban Holban
- Ștefan Bănică — huligan legionar (nemenționat)
- Petre Gheorghiu-Goe — huligan legionar (nemenționat)
- Cătălina Pintilie — Ioana (nemenționată)
- Florian Pittiș — tânărul dansator din parc (nemenționat)
- Carmen Galin — fată din Gara de Nord (nemenționată)

## Producție
Filmările au avut loc în perioada 11 ianuarie - 22 mai 1965. Scenele exterioare au fost filmate în București, iar cele interioare în Studiourile Buftea. Cheltuielile de producție s-au ridicat la 3.700.000 lei.

## Lansare
La Mamaia, în 1966, a primit Premiul special al juriului și Premiul de interpretare feminină (Irina Petrescu). A fost prezentat la 4 martie 1966 la Festival Internacional de Cine de Mar del Plata din Argentina sub denumirea El domingo a las seis unde a câștigat mai multe premii: Premiul special al juriului; Premiul "Opera Prima"; Premiul mișcării de experiment și cinecluburi; Premiul special al criticii; Premiul de interpretare feminină (Irina Petrescu) . În Germania de Vest a avut premiera TV la 4 octombrie 1968 ca Sonntag um 6. În limba italiană denumirea filmului este Domenica alle 6, în engleză Sunday at Six, în poloneză Niedziela o szóstej.

## Primire
După premiera peliculei, are loc o „discuție experimentală” la Consiliul Asociației Cineaștilor pe tema pretext a procedeelor și limbajului folosite de realizatori cât și a reacției publicului după prezentarea filmului. Reproșurile aduse filmului sunt politice, acestea vizează în primul rând faptul că «în film nu se vede precis cine pentru ce și de ce luptă (...), filmul nu ne aparține deloc nouă, nici din punctul de vedere al ideii, nici din cel al culorii locale (...), figurile nu sunt reprezentative» (Geo Saizescu, Mihai Iacob, Mircea Drăgan). Opțiunea celor ce au susținut filmul (Iulian Mihu, Mirel Ilieșiu, Manole Marcus, Aurel Miheleș, Ioan Grigorescu, Dumitru Fernoagă) este sintetizată de regizorul Victor Iliu, care conchide: «Prin opțiunea lui formală, filmul reprezintă intrarea cinematografiei noastre în rezonanță cu experiențele și formulele artistice ale cinematografului modern».”
Criticul Alex. Leo Șerban consideră că filmul, deși este făcut la comandă și are de toate („povestea despre lupta ilegaliștilor cu regimul capitalist, în anii 30 - cu comuniști "buni" și oameni ai siguranței "răi"”), totuși, „sigur pe materialul său politic-corect, Pintilie își permite să deturneze, obraznic, mesajul dorit de autorități printr-o manevră extrem de abilă: se inspiră, pentru partea formală a filmului său, din filmele Noului Val francez.”

## Vezi și
- 1966 în film
- Listă de filme românești ((1949-1989))
- Listă de filme despre cel de-al Doilea Război Mondial
- Listă de filme de dragoste